# Modiolus de l'angle de la bouche
Pour les articles homonymes, voir Modiolus.
Le modiolus de l'angle de la bouche (modiolus anguli oris) est un croisement de fibres musculaires situé latéralement et en haut des commissures des lèvres.
Il est composé des fibres des muscles suivants :
- le muscle orbiculaire de la bouche,
- le muscle buccinateur,
- le muscle élévateur de l'angle de la bouche,
- le muscle abaisseur de l'angle de la bouche
- le muscle grand zygomatique,
- le muscle risorius,
- le muscle releveur de la lèvre supérieure,
- le muscle abaisseur de la lèvre inférieure.

Les fibres sont maintenues ensemble par du tissu fibreux.
Cette structure est importante pour les mouvements de la bouche et l'expression faciale
En odontologie, il intervient dans la stabilité de la denture inférieure, en raison de la force et de la variabilité du mouvement de cet endroit.
L'innervation motrice du modiolus est assurée par le nerf facial et sa vascularisation est assuré par des branches labiales de l'artère faciale.